# Csuklás
A csuklás (orvosi nevén singultus) a rekeszizom önkéntelen összerándulása; rendszerint percenként néhányszor ismétlődik. A tüdőbe hirtelen beáramló levegőtől a gégefedő lezárul, ez okozza a  jellegzetes hangot?*. Kellemetlen, de többnyire ártalmatlan, rövid időn belül magától megszűnő jelenség, noha ritkán szükség van az állandósult csuklás orvosi kezelésére. Spontán is előfordul, de számos dolog kiválthatja: a bolygóideg vagy a nyelv-garat ideg ingerlése, ha valaki túl gyorsan eszik, hideg vizet iszik forró ételre, böfög, nagyon forró vagy csípős ételt eszik, túl sok alkoholt fogyaszt, hevesen sír, nevet vagy köhög, mélyen leszívja a dohányfüstöt, vagy túl sokat beszél. Csuklást okozhat az ionegyensúly felborulása és a vitaminhiány is, a rekeszideget érő nyomás, illetve bizonyos tumorok és vesebetegségek. Az American Cancer Society szerint a kemoterápiával kezelt betegek 30%-ánál fellép csuklás.

## Funkciója
A csuklás egyik feltételezett szerepe a gégefedőbe szorult étel kimozdítása. Ha a perisztaltika nem, vagy nem elég gyorsan képes a gyomor felé szállítani a falatot, az nyomást fejt ki a rekeszidegre, ami beindítja a csuklási reflexet. A csuklástól a gégefedő összehúzódik, ami vákuumot kelt a mellüregben, és az így létrejövő nyomáskülönbség rásegít a perisztaltikára. Ennek különösen a négylábú vagy vízben élő gerinceseknél lehet jelentősége, ahol a nyelésnek a gravitáció segítsége nélkül kellett működnie.
Egy másik magyarázat azon alapszik, hogy ultrahanggal kimutatható, hogy már a magzat is csuklik az anyaméhben. Eszerint a csuklás funkciója a légzőrendszer születés előtti tornáztatása, netán a magzatvíznek a tüdőkön kívül tartása lenne. Egy harmadik szerint a kopoltyúval és tüdővel is rendelkező ősöktől ránk maradt reflex, amely eredetileg a kopoltyús légzést segítette.

## Népi gyógymódok
Számos népi gyógymód ismert a csuklás megszüntetésére. Ezek nagy része három csoportba sorolható: megnyugtatással vagy figyelemeltereléssel operáló pszichoszomatikus gyógymódok, az esetleges nyelőcsövi ingerlést megszüntető nyeléssel vagy evéssel kapcsolatos gyógymódok, valamint a légzéssel kapcsolatosak, mint a levegő visszatartása vagy a zacskóból légzés. Az utóbbiak általában a vér szén-dioxid-szintjét növelik, ami csökkenti a vérszérum kémhatását, és légzési acidózishoz vezet, különösen a nyelőcső mellett haladó tüdőverőérben. Az acidózis értágító hatású, és tompítja az idegek működését, ezáltal megnyugtathatja a rekeszizmot. 
Csecsemőknél a szopó reflex kiváltásával is megszüntethető a csuklás.
További népi gyógymódok: hideg víz vagy tej ivása, lélegzet visszatartása, különleges nyújtott feszes testhelyzet, magasra emelt jobb vagy bal karral stb.). Ha a csuklás makacs és gyakori, a beteget összerázza, nem hagyja aludni, akkor orvoshoz kell fordulni! 
Szintén hatásos a citromlé ivása, elég egy evőkanálnyi is.

## Orvosi kezelés
A csuklás az esetek nagy részében magától megszűnik, de nagyon ritkán napokig vagy akár évekig is tarthat. Ilyen esetekben nyugtatókat (mint a haloperidol és a klorpromazin) vagy hányáscsillapítókat (mint a metoklopramid), szélsőséges esetben görcsoldókat(mint a baklofen) alkalmaznak. Ezek általában megterhelő, rövid idejű kúrák a csuklás megszüntetésére (nyugtatóból gyakran akkora dózisban kell beadni, ami eszméletvesztést okoz), hosszútávú kezelésre nem alkalmasak. Egy másik megoldás a nyelv-garat ideg ingerlése az orrba fecskendezett ecettel. Ha a csuklás oka az idegre kifejtett nyomás, néha műtéti úton is megszüntethető. Kísérleti stádiumban van egy olyan eljárás, ami a mellkasba ültetett, a bolygóideget stimuláló szabályozó készülékkel gátolja meg a csuklást.